# Émile Moure
Pour les articles homonymes, voir Moure.
Jean Gabriel Moure dit Émile Moure est un médecin français né le 1er août 1855 à Bordeaux et mort le 28 novembre 1941 à Cannes (Alpes-Maritimes). Il est à l'origine de l'oto-rhino-laryngologie (ORL).

## Carrière
Émile Moure fait plusieurs séjours hors de France (Allemagne, Autriche, Russie et Grande-Bretagne). Il est l'un des premiers ORL à exercer son activité dans les trois branches de la nouvelle discipline. En 1880, il décide d'implanter en Gironde son établissement d'enseignement libre d'ORL (l'actuelle clinique Saint-Augustin), le premier dans l'Hexagone. Il fonde aussi à Bordeaux en 1880 la Revue mensuelle de Laryngologie, d'Otologie et de Rhinologie.
Peu de spécialistes ont à l'époque la double compétence oto-laryngologique, la plupart étant des otologistes. Émile Moure est l'un des premiers ORL de l’époque, comme Baratoux à Paris, à revendiquer des compétences dans les deux branches de la nouvelle spécialité.
Devant l’absence de reconnaissance officielle de l’ORL, la formation des futurs spécialistes est laissée aux initiatives privées, comme la Société française d'otologie et de laryngologie créée le 21 septembre 1882, à l’initiative d'Émile Moure. La société changea de nom en 1892 pour devenir Société française d’otologie, de laryngologie et de rhinologie, faisant officiellement état du troisième pilier de l’ORL.
Le premier enseignement officiel de l'ORL en France fut créé à Bordeaux sous la forme d'une « charge de cours » d'ORL, en 1891. Puis Émile Moure devint titulaire de la première chaire d'ORL créée en France, en 1913. Il publia plusieurs traités intéressant les différents domaines de l’ORL.

## Famille
Son fils Paul Moure est chirurgien des hôpitaux de Paris et reconnu pour ses travaux sur les greffes vasculaires. Son gendre Georges Portmann est connu dans le domaine de l'oto-rhino-laryngologie.
Son petit-fils Michel Portmann est connu comme un spécialistes de l'oto-rhino-laryngologie. Il a été professeur de médecine à l'université de Bordeaux et chercheur, spécialiste aussi en oto-rhino-laryngologie et pionnier de la micro-chirurgie de l'oreille (l'électrocochléographie). Il sera enseignant - agrégé en 1955, titulaire de la chaire créée par son aïeul en 1978, professeur honoraire de l'université Bordeaux-II - et de chercheur spécialisé dans le traitement des troubles de la communication. Il est à l'origine du Laboratoire d'audiologie expérimentale (Inserm) de Bordeaux. Sa femme Claudine Portmann (24 septembre 1924 - 21 janvier 2008) fut une figure de l’audiologie.

## Sources
1. ↑  http://cths.fr/an/prosopo.php?id=1342
2. ↑  « bium.univ-paris5.fr/histmed/me… »(Archive.org • Wikiwix • Archive.is • Google • Que faire ?).
3. 1 2  par Bruno D. Cot et, « Les Portmann: pionniers de l'ORL », L'Express,‎ 16 novembre 2006 (lire en ligne, consulté le 26 août 2020).
4. ↑  « Accueil - SFORL », sur SFORL (consulté le 26 août 2020).
5. ↑  www.bium.univ-paris5.fr/histmed/medica/orlc.htm
6. ↑  « Vice-rectorat exécutif », sur rec.ulaval.ca (consulté le 29 septembre 2021).
7. ↑  (en) Jack L. Pulec, « Reminiscence of Georges Portmann », Ear, Nose & Throat Journal, vol. 75, no 8,‎ août 1996, p. 453–453 (ISSN 0145-5613 et 1942-7522, DOI 10.1177/014556139607500801, lire en ligne, consulté le 18 avril 2024)